# 公式令 (律令法)
公式令（くしきりょう）は、令における編目の1つ。公文書・法令の様式及び施行規則を定める。日本の養老令では第21番目に位置して89条から構成されている。

## 概要
同名の令は隋や唐の律令にも見られる。日本の律令法においては、最も古くから存在した規定の1つと考えられており、養老令では最大の条文数を数えている。
養老令においては、
1. 詔書式（詔書の書式）
2. 勅旨式（勅旨の書式）
3. 論奏式（太政官が発議・決定した事項に対して、天皇に裁可を求める際の書式）
4. 奏事式（諸司から出された解の事項に対して、天皇に裁可を求める際の書式）
5. 便奏式（少納言から提出された日常の政務及び宮中の雑務に対して、天皇に裁可を求める際の書式）
6. 令旨式（皇太子・三后が出す令旨の書式）
7. 啓式（春宮坊（中宮職）が決定した事項に対して、皇太子（三后）に裁可を求める際の書式）
8. 奏弾式（弾正台が皇族・五位以上の官人（貴族）の犯罪を天皇に対して告発する際の書式）
9. 飛駅式〔下式〕（勅命を地方官に下す際の副状の書式）
10. 飛駅式〔上式〕（地方官が上奏を行う際の副状の書式）
11. 解式（解（下級官司より所属の上級官司へ）の書式）
12. 移式（移（統属関係にない官司同士間）の書式）
13. 符式（符（上級官司より所管の下級官司へ）の書式）
14. 牒式（牒（主典以上の官人個人より官司へ）の書式）
15. 辞式（辞（雑任以下庶人より官司へ）の書式）
16. 勅授位記式条（五位以上の位記の書式）
17. 奏授位記式条（八位（内位のみ）以上の六位以下の位記の書式）
18. 判授位記式条（八位（外位のみ）及び初位の位記の書式）
19. 計会式（計会（行政・財務監査）の通則）
20. 諸国会式（国府における計会の書式）
21. 諸司会式（諸司における計会の書式）
22. 過所式（過所（関の通行状）の書式と手続）
23. 平出〔皇祖〕（公文書において用いる際に改行を行わなければならない語句（本条では「皇祖」を掲げる））
24. 平出〔皇祖妣〕（同上）
25. 平出〔皇考〕（同上）
26. 平出〔皇妣〕（同上）
27. 平出〔先帝〕（同上）
28. 平出〔天子〕（同上）
29. 平出〔天皇〕（同上）
30. 平出〔皇帝〕（同上）
31. 平出〔陛下〕（同上）
32. 平出〔太上天皇〕（同上）
33. 平出〔天皇諡〕（同上、天皇の諡号）
34. 平出〔太皇太后〕（同上、太皇太妃・太皇太夫人を含む）
35. 平出〔皇太后〕（同上、皇太妃・皇太夫人を含む）
36. 平出〔皇后〕（同上）
37. 平出〔皇帝〕（同上）
38. 闕字（公文書において用いる際に一字分空白を設けなければならない語句）
39. 汎説古事（平出・闕字の対象外とされる例（一般的な文中における用句及び日本以外の事例））
40. 天子神璽（神璽・玉璽・太政官印などの公印）
41. 行公文皆印（公文書への押印の位置）
42. 給駅伝馬（公的使節の移動に関する駅馬・伝馬）
43. 諸国給鈴（諸国国府に配備される駅鈴）
44. 車駕巡幸（行幸時に留守官が預かる駅鈴などの扱い）
45. 給随身符（随身符と呼ばれる非常時の通行証の扱い）
46. 国有急速（緊急時に令制国間で使者を発した場合の太政官への事後報告）
47. 国司使人（国司が解を持った使者を派遣する際の規定）
48. 在京諸司（在京諸司の官人が駅馬を利用する際の規定）
49. 駅使在路（駅馬で移動中の使者が急病等のトラブルに遭遇した際の規定）
50. 国有瑞（諸国が駅馬を発して中央に緊急報告すべき事例）
51. 朝集使（中央に召集された国司の駅馬利用規定）
52. 内外諸司（職事官・散官及び文官・武官の区別）
53. 京官（京官・外官（地方官）の区別）
54. 品位応叙（位階の通則）
55. 文武職事（宮中行事における席次）
56. 諸王五位（官職を致仕した皇族・官人への待遇）
57. 弾正別勅（弾正台の官人が他の官司の職務を兼ねる場合、当該官司への監察行為の禁止）
58. 内外官（ある官司の官人が他の官司の職務を兼ねる場合の身分規定）
59. 百官宿直（宿直に関する規定）
60. 京官上下（京官の勤務時間の規定）
61. 詔勅（假の取消を命じる事が可能な事例）
62. 受時（政務に関する事務処理の期限）
63. 訴訟（訴訟手続）
64. 訴訟追摂（召喚に応じない訴訟当事者に対する措置）
65. 陳意見（意見封事に関する規定）
66. 公文（公文書に用いる字体（楷書・大字））
67. 料給官物（官物支給手続）
68. 授位任官/喚辞（官人の名前を呼ぶ場合の作法）
69. 奉詔勅（詔勅などの施行段階において重大な瑕疵が明らかとなった場合）
70. 駅使至京（駅使着京と蕃人帰化に関する規定）
71. 諸司受勅（勅旨を中務省を経ずに、天皇より直接受けた官司・官人の対応方法についての規定）
72. 事有急速（緊急時の勅旨発令）
73. 官人判事（官人が自分が行った事務処理の誤りに気付いた場合）
74. 詔勅宣行（詔勅の施行段階で誤字・脱字が発見された場合）
75. 詔勅頒行（町村の庶人に詔勅を告示する際の手続）
76. 下司申解（上申文書・下達文書における不備が明らかとなった場合）
77. 諸司奏事（太政官を経ずに、諸司から天皇に直接上奏が行われる場合）
78. 須責保（保人（公的分野における連帯保証人）の規定）
79. 受勅出使（勅使の任務規定）
80. 京官出使（京官が使者として出発・帰京する際の手続、公文書の地方への送付方法）
81. 責返抄（諸司への返抄に関する規定）
82. 案成（公文書の案文の保管・収蔵及び目録作成義務）
83. 文案（公文書の保管期間規定）
84. 任授官位（官位任命に関する名簿作成規定）
85. 授位校勲（授位・校勲の天皇への奏上手続）
86. 官人父母（官人の父母が重病な時に使者として遠方への派遣の禁止）
87. 外官赴任（外官赴任時の家族の随行規制）
88. 行程（1日の標準行程）
89. 遠方殊俗（化外人（日本人以外の外国人）が来訪した場合の対応規定）

という構成となっており、政府運営の基礎となる公文書・法令の規定のみならず、それを扱う官人の服務規程や訴訟手続などをも含む。